# Traci Bingham
Traci Bingham (født d. 13. januar 1968 i Cambridge, Massachusetts, USA) er en amerikansk fotomodel og skuespillerinde.
Bingham er mest kendt for sin medvirken i TV-serien Baywatch, hvori Bingham spillede livredderen Jordan Tate (1996–1998).

## Filmografi
| Year | Title                             | Role                |
| ---- | --------------------------------- | ------------------- |
| 1995 | Demon Knight                      | Party Babe          |
| 1996 | Exposed Too: TV's Lifeguard Babes | Model #7            |
| 1998 | Beach Movie                       | Julie               |
| 1998 | Playboy: Babes of Baywatch        | sig selv / værtinde |
| 1999 | Foolish                           | Simone              |
| 1999 | D.R.E.A.M. Team                   | Victoria Carrera    |
| 2001 | The Private Public                | Laina Brookhart     |
| 2001 | Longshot                          | sig selv            |
| 2003 | Four Fingers of the Dragon        | sig selv            |
| 2003 | Malibooty!                        | sig selv            |
| 2003 | Bad Bizness                       | Sandra Marshall     |
| 2005 | Official Fantasy Fest             | sig selv / værtinde |
| 2006 | CC Variety TV                     | sig selv            |
| 2008 | Hanging in Hedo                   | Cashmere            |
| 2010 | Black Widow                       | Lynda               |
| 2013 | Chasing Beauty                    | sig selv            |
| 2014 | Carolina Parakeet                 | sig selv            |
| 2015 | Lord of the Freaks                | sig selv            |
| 2015 | East of Hollywood                 | Lindsay             |

### Medvirken i TV-serier o.l.
| År      | Titel                             | Rolle                        |
| ------- | --------------------------------- | ---------------------------- |
| 1994    | The Fresh Prince of Bel-Air       | Santa Helper                 |
| 1995    | Dream On                          | Porno Actress                |
| 1995    | Campus Cops                       | Hot Babe                     |
| 1996    | Married... with Children          | Lap Dancer                   |
| 1996–98 | Baywatch                          | Jordan Tate                  |
| 1997    | Soul Train                        | sig selv / værtinde          |
| 1997    | The Anti-Gravity Room             | sig selv / værtinde          |
| 1997    | Light Lunch                       | sig selv                     |
| 1997    | Head over Heels                   | -                            |
| 1998    | Hollywood Squares                 | sig selv / Panelist          |
| 1999    | The Dream Team                    | Victoria Carrera             |
| 1999    | The Jamie Foxx Show               | Donyel                       |
| 1999    | Exploring the Fantasy             | sig selv / værtinde          |
| 2000    | BattleBots                        | sig selv / Feature Reporter  |
| 2000    | To Tell the Truth                 | sig selv / Guest Panelist    |
| 2000    | Malcolm & Eddie                   | Jane                         |
| 2000    | The Parkers                       | Angela                       |
| 2000    | Strip Mall                        | Dawna                        |
| 2001    | The Test                          | sig selv / Panelist          |
| 2001    | E! True Hollywood Story           | sig selv                     |
| 2001    | Spy TV                            | sig selv                     |
| 2001    | Ripley's Believe It or Not!       | sig selv                     |
| 2001    | Rendez-View                       | sig selv / gæsteværtinde     |
| 2001    | Black Scorpion                    | Vapor                        |
| 2002    | Celebrity Boot Camp               | sig selv                     |
| 2003    | Summer Music Mania 2003           | sig selv / Bikini Contestant |
| 2003    | Rock Me Baby                      | Kia                          |
| 2003    | The Proud Family                  | Jasmine (voice)              |
| 2003–04 | Nudes in the News                 | sig selv                     |
| 2004    | Hollywood Squares                 | sig selv / Panelist          |
| 2004    | The Surreal Life                  | sig selv                     |
| 2004    | Girlfriends                       | Candy                        |
| 2004    | Reno 911!                         | New Williams - Deputy Verlot |
| 2004–05 | Lingerie Bowl                     | sig selv / værtinde          |
| 2005    | Negermagasinet                    | sig selv                     |
| 2005    | Poorman's Bikini Beach            | sig selv                     |
| 2006    | Celebrity Big Brother's Big Mouth | sig selv                     |
| 2006    | Celebrity Big Brother             | sig selv / Cast Member       |
| 2006    | Fear Factor                       | sig selv / Contestant        |
| 2006    | Celebrity Paranormal Project      | sig selv                     |
| 2007    | The Tyra Banks Show               | sig selv                     |
| 2007    | Sunset Tan                        | sig selv                     |
| 2007    | The Surreal Life: Fame Games      | sig selv / deltager          |
| 2008    | Gimme My Reality Show!            | sig selv                     |
| 2010    | Playboy Shootout                  | sig selv                     |
| 2010    | Comedy Central Roast              | sig selv                     |
| 2014    | Hell's Kitchen                    | sig selv / Restaurant Patron |
| 2014    | Sugar Baby                        | sig selv / værtinde          |
| 2017    | Battle of the Network Stars       | sig selv / Contestant        |